# Geoffrey Bouchard
Geoffrey Bouchard (Dijon, 1 april 1992) is een Frans wielrenner die anno 2022 rijdt voor AG2R-Citroën. Hij was de winnaar van het bergklassement in de Ronde van Spanje van 2019 en de Ronde van Italië van 2021. Bouchard verliet zijn eerste Ronde van Frankrijk in 2022, nadat hij positief testte op COVID-19.

## Palmares

### Overwinningen
2018
2e etappe Ronde van de Elzas
Eindklassement Ronde van de Elzas
Eindklassement Ronde van Moselle
2019
 Bergklassement Ronde van Spanje
2021
 Bergklassement Ronde van Italië
2022
1e etappe Ronde van de Alpen

## Resultaten in voornaamste wedstrijden
| Jaar | Ronde van Italië | Ronde van Frankrijk | Ronde van Spanje |
| ---- | ---------------- | ------------------- | ---------------- |
| 2019 |                  |                     | 47e              |
| 2020 | 55e              |                     |                  |
| 2021 | 58e              |                     | 14e              |
| 2022 |                  | opgave              |                  |
| 2023 |                  |                     | opgave           |
| 2024 |                  |                     | 108e             |
| 2025 | opgave           |                     |                  |

| Jaar | Ronde van Lombardije | Eschborn-Frankfurt | Clásica San Sebastián |
| ---- | -------------------- | ------------------ | --------------------- |
| 2019 |                      | 50e                |                       |
| 2020 | 71e                  |                    |                       |
| 2021 | 32e                  |                    | 28e                   |
| 2022 | opgave               |                    |                       |
| 2023 |                      |                    |                       |
| 2024 |                      |                    |                       |
| 2025 |                      |                    |                       |

#### Resultaten in kleinere rittenkoersen
| Jaar | Tour Down Under | Ronde van de VAE | Tirreno-Adriatico | Ronde van Catalonië | Ronde van het Baskenland | Ronde van Romandië | Critérium du Dauphiné | Ronde van Zwitserland | Ronde van Polen | Ronde van Guangxi |
| ---- | --------------- | ---------------- | ----------------- | ------------------- | ------------------------ | ------------------ | --------------------- | --------------------- | --------------- | ----------------- |
| 2019 |                 | 19e              |                   | 76e                 |                          |                    |                       | 50e                   | 29e             |                   |
| 2020 | 102e            | 18e              | 34e               |                     |                          |                    |                       |                       | 36e             |                   |
| 2021 |                 | 15e              | 25e               |                     |                          |                    |                       |                       |                 |                   |
| 2022 | 8e              | 22e              |                   |                     | 43e                      | 36e                |                       |                       |                 |                   |
| 2023 |                 | 24e              |                   | 30e                 |                          | 22e                | opgave                |                       |                 |                   |
| 2024 |                 |                  |                   |                     |                          |                    |                       |                       |                 | 31e               |
| 2025 | 87e             | 34e              |                   | 46e                 |                          |                    |                       |                       |                 |                   |

## Ploegen
- 2018 –  AG2R La Mondiale (stagiair vanaf 1-8)
- 2019 –  AG2R La Mondiale
- 2020 –  AG2R La Mondiale
- 2021 –  AG2R-Citroën
- 2022 –  AG2R-Citroën
- 2023 –  AG2R-Citroën
- 2024 –  Decathlon AG2R La Mondiale
- 2025 –  Decathlon AG2R La Mondiale Team

Bagdonas · Bardet · Bidard · Bouchard · Cherel · Chevrier · Cosnefroy · Denz · Dillier · Domont · Dumoulin · Dupont · Duval · Frank · Gallopin · Gastauer · Geniez · Godon · Gougeard · Hänninen · Jauregui · Latour · Naesen · Paret-Peintre · Peters · Vandenbergh · Venturini · Vuillermoz · Warbasse · Champoussin (stagiair) · Hänninen (stagiair) · Jorgenson (stagiair) · Jullien (stagiair)
Bardet · Bidard · Bouchard · Champoussin (vanaf 1 april) · Cherel · Chevrier · Cosnefroy · Dillier · Domont · Duval · Frank · Gallopin · Gastauer · Geniez · Godon · Gougeard · Hänninen · Jauregui · Latour · L. Naesen · O. Naesen · Paret-Peintre · Peters · Tanfield · Vandenbergh · Vendrame · Venturini · Vuillermoz · Warbasse · Jullien (stagiair) · Reugel (stagiair) · Verger (stagiair)
Bidard · Bouchard · Calmejane · Champoussin · Cherel · Cosnefroy · Dewulf · Duval · Franktot en met 20 juni · Gallopin · Gastauer · Godon · Gougeard · Hänninen ·  Jullien · Jungels · L. Naesen · O. Naesen · O'Connor · Paret-Peintre · Peters · Prodhomme · Sarreau · Schär · Touzé · Van Avermaet · Van Hoecke · Vendrame · Venturini · Warbasse · Delphis (stagiair) · Lapeira (stagiair) · Retailleau (stagiair)
Berthet · Bouchard · Calmejane · Champoussin · Cherel · Cosnefroy · Dewulf · Gall · Godon · Hänninen ·  Jullien · Jungels · Lapeira · L. Naesen · O. Naesen · O'Connor · A. Paret-Peintre · V. Paret-Peintre · Peters · Prodhomme · Raugel · Retailleau (vanaf 1/8) · Sarreau · Schär · Touzé · Van Avermaet · Van Hoecke · Vendrame · Venturini · Warbasse · Delphis (stagiair) · Gautherat (stagiair) · Tronchon (stagiair)
Baudin · Berthet · Bonnamour · Bouchard · Cherel · Cosnefroy · Dewulf · Gall · Gautherat · Godon · Hänninen · Labrosse (Vanaf 1/8) ·  Lapeira · L. Naesen · O. Naesen · O'Connor · A. Paret-Peintre · V. Paret-Peintre · Peters · Prodhomme · Raugel · Retailleau · Sarreau · Schär · Touzé · Tronchon · Van Avermaet · Vendrame · Venturini · Warbasse · Chaussinand (stagiair) · Veistroffer (stagiair) · Verschuren (stagiair)
Armirail · Baudin · Bennett · Berthet · Boasson Hagen · Bonnamour (tot 25/3) · Bouchard · Cosnefroy · De Bondt · De Pestel · Dewulf · Gall · Gautherat · Godon · Hänninen · Labrosse · Lafay ·  Lapeira · Naesen · O'Connor · A. Paret-Peintre · V. Paret-Peintre · Peters · Pollefliet · Prodhomme · Retailleau · Touzé · Tronchon · Vendrame · Warbasse